# 秋田ヤナセ
秋田ヤナセ株式会社（あきたヤナセ）とは、秋田市寺内に本社のあった、メルセデス・ベンツの正規ディーラーであるメルセデス・ベンツ秋田（メルセデス・ベンツあきた、Mercedes Benz Akita）及び、同ショールーム内でオペルの販売を手がけていた企業。辻兵グループの企業の1社であった。

## 概要
ヤナセのフランチャイジー・ロイヤルモーター株式会社として設立され後に、社名を秋田ヤナセに変更した。
他の外国車も取り扱っていたが、2009年に最後に残っていたアウディ整備部門をロイヤルモーター運営のVolkswagen Akita Rinkaiへ譲渡した為、アウディからは完全撤退した。
さらにメルセデス・ベンツの正規ディーラー事業をシュテルン仙台に譲渡した後、2013年4月1日付でロイヤルモーターに吸収合併されて解散した。
シュテルン仙台は譲受に当たっての空白期間を置いた後、メルセデス・ベンツ秋田を同年4月5日付でケーズデンキ秋田中央本店近隣にオープンし、県内でのベンツ正規ディーラーを再開させることになった。